# 巴爾巴赫河 (陶伯河支流)
49°31′53″N 9°44′13″E / 49.531507°N 9.736919°E

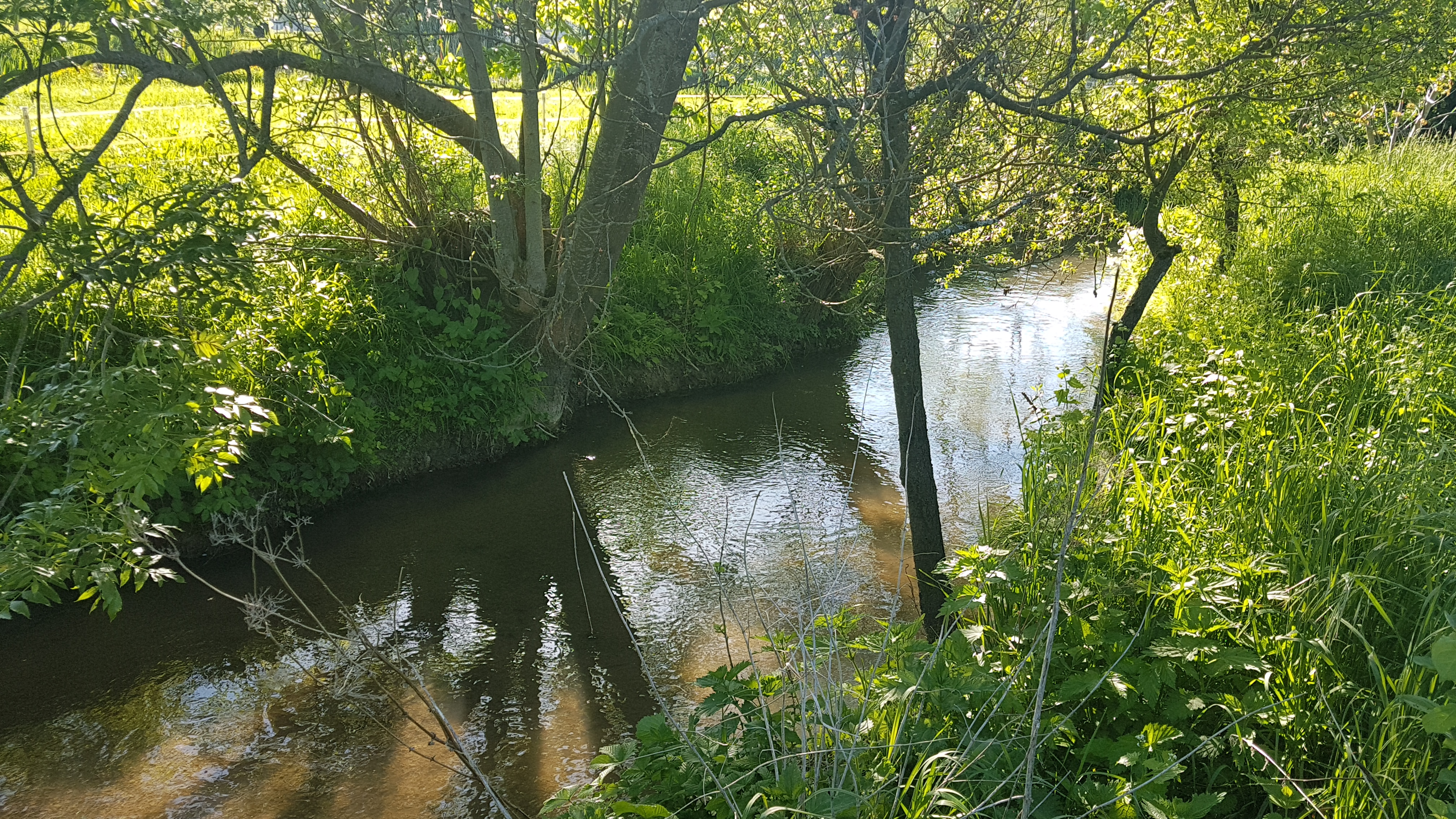

巴爾巴赫河（德語：Balbach），是德國的河流，位於該國東南部，由巴伐利亞負責管轄，屬於陶伯河的右支流，河道全長12公里，流域面積32.6平方公里。